# الهندسة الحيوية للنحل
الهندسة الحيوية للنحل هي حقل ناشئ يربط بين علم الأحياء وعلم الحشرات والهندسة الحيوية والذكاء الاصطناعي، ويهدف إلى فهم واستثمار القدرات التنظيمية والهندسية والسلوكية الفريدة لنحل العسل في تطوير تطبيقات بيئية وتقنية. كما يشمل هذا المجال دراسة كيفية تعديل النحل وراثيًا أو سلوكيًا لتحسين إنتاجيته أو مقاومته للأمراض.

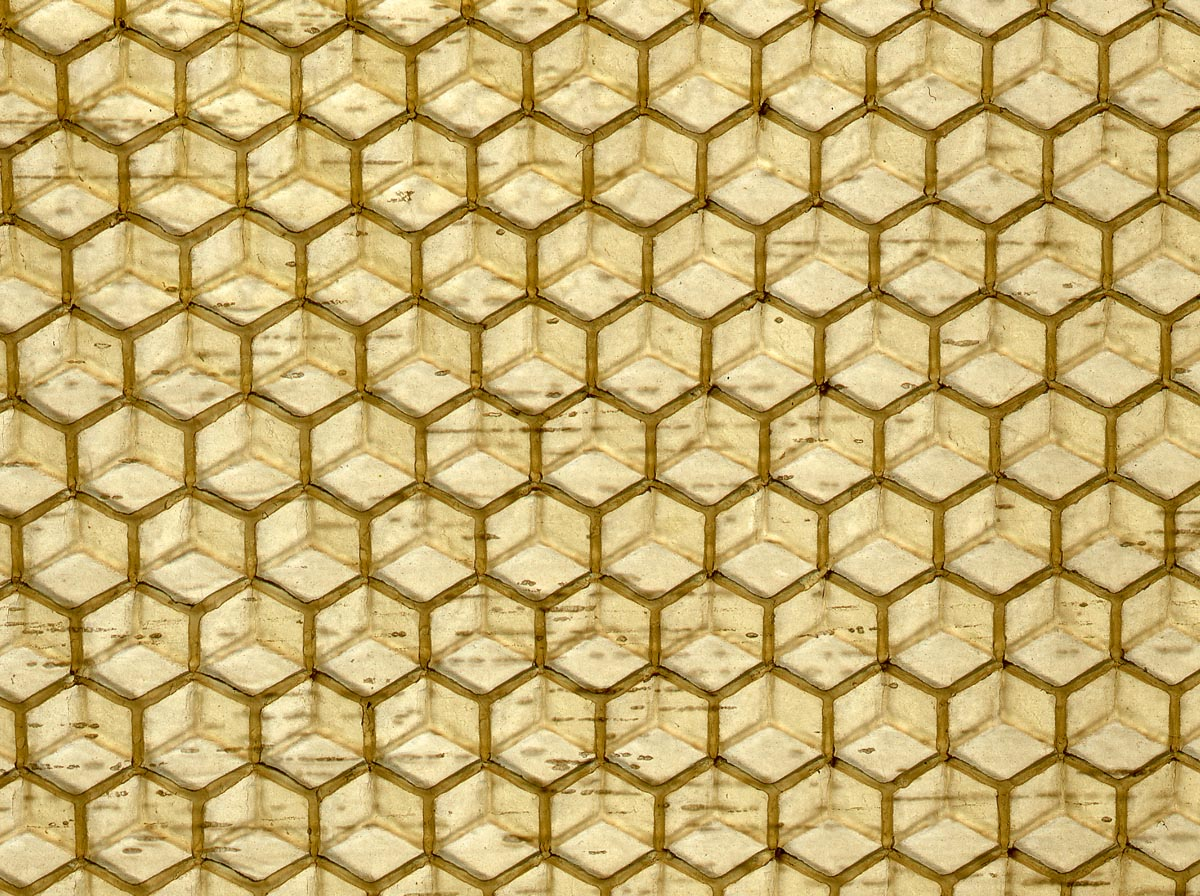
تركيب هندسي سداسي من إنتاج النحل، يُمثل قمة الكفاءة المكانية والهيكلية في الطبيعة.

## الهندسة البنيوية لخلايا النحل
يبني النحل خلايا سداسية مثالية من الشمع لتخزين العسل وتربية اليرقات. وقد أظهرت الدراسات أن هذا الشكل الهندسي يوفّر أعلى كفاءة من حيث المساحة والمواد مقارنة بأي شكل آخر. يعود هذا إلى قدرة الشكل السداسي على تعبئة الفراغ دون ترك فجوات، مما يقلل استهلاك الشمع والطاقة.

## السلوك التنظيمي في مستعمرات النحل
تُعد مستعمرات النحل نموذجًا مثاليًا لنظام ذكي لامركزي. فالنحل يتخذ قرارات جماعية بشأن مكان السكن أو البحث عن الطعام باستخدام رقصة الاهتزاز، دون وجود قائد مركزي. وقد ألهم هذا التنظيم الباحثين في أنظمة الشبكات والقيادة الذاتية والتصميم التعاوني.

## الخوارزميات المستوحاة من النحل
طوّر الباحثون خوارزميات حسابية مستوحاة من سلوك النحل، تُعرف بـذكاء السرب. من أشهرها خوارزمية النحل الاصطناعية (Artificial Bee Colony) التي تُستخدم في حل مسائل التحسين في الهندسة والشبكات والذكاء الصناعي.

## التعديل الوراثي وتحسين السلالات
تشمل الهندسة الحيوية للنحل جهودًا لتعديل الجينات لزيادة إنتاج العسل، أو لمقاومة الطفيليات مثل فاروا. تُستخدم تقنيات مثل التربية الانتقائية وCRISPR في بعض التجارب الحديثة.

## استخدام النحل في مراقبة البيئة
يمتلك النحل قدرة على رصد الملوثات والعناصر الكيميائية في البيئة. وقد استخدم كمؤشر بيولوجي في مشاريع المراقبة البيئية. في دول مثل فرنسا واليابان، زُوّدت بعض الخلايا بـحساسات صغيرة لقياس جودة الهواء وتركيز المعادن الثقيلة.

## التحديات الأخلاقية والعلمية
يثير تعديل النحل جدلًا أخلاقيًا وعلميًا، حيث يخشى البعض أن تؤدي هذه التعديلات إلى تراجع التنوع الوراثي أو إلى تغيّرات في السلوك الفطري قد تؤثر على التوازن البيئي.

## دور النحل في مستقبل الزراعة الذكية
يلعب النحل دورًا متزايد الأهمية في الزراعة الحديثة، سواء بالتلقيح أو كجزء من أنظمة البيئة الزراعية. وقد بدأت بعض المشاريع في تطوير خلايا نحل مزوّدة بتقنيات إنترنت الأشياء للاستفادة من تحركات النحل كمؤشر على التنوع الحيوي وصحة النظام البيئي.

## مستقبل البحث في الهندسة الحيوية للنحل
يتوقع الباحثون تطورًا متسارعًا في هذا المجال، يتضمن تطوير روبوتات حيوية مستوحاة من النحل، وتوسيع تطبيقاته في الزراعة الدقيقة والاستشعار البيئي، بل وربما إنتاج نحل اصطناعي لأغراض استكشاف البيئات الفضائية.